# Pista ciclabile Corridoio Morenico basso
La pista ciclabile Corridoio Morenico basso è un percorso ciclabile della provincia di Mantova, nell'Alto Mantovano, che collega Castiglione delle Stiviere a Pozzolo, frazione del comune di Marmirolo, e si snoda lungo strade comunali a basso traffico.

## Descrizione
La pista percorre le colline moreniche a sud del lago di Garda, con alcuni saliscendi tra Castiglione delle Stiviere e Pozzolo.
Alcuni luoghi incontrati durante il suo percorso sono ricchi di storia e fanno riferimento alle battaglie risorgimentali (battaglia di Solferino e San Martino).
A Pozzolo si incrocia la pista ciclabile del Mincio ed è possibile raggiungere Mantova o Peschiera del Garda.

## Tappe principali
- Castiglione delle Stiviere 113 m s.l.m.
- Solferino 124 m s.l.m.
- Cavriana 155 m s.l.m.
- Volta Mantovana 113 m s.l.m.
- Pozzolo 54 m s.l.m.